# Suck My Kiss
«Suck My Kiss» — пісня гурту Red Hot Chili Peppers, третій сингл, випущений до альбому Blood Sugar Sex Magik. «Suck My Kiss» вийшов в 1992 році для радіостанцій в США і на фізичних носіях в Австралії. Музичне відео на цю пісню було зроблено з метражу з документального фільму Funky Monks. Також там є кадри в червоних відтінках повернення американської армії з війни в Перській затоці. Пісня була включена в Greatest Hits.
9 листопада 2010 року Ентоні Кідіс зауважив, що ця пісня про оральний секс і один хлопець з його школи постійно думав, як би його отримати.
Не дивлячись на те, що пісню дуже люблять фанати і її виконували близько 200 разів з 1991 року по 2003, «Suck My Kiss» виконувалася всього 4 рази під час туру Stadium Arcadium і була відсутня в сетлистах з того часу. Але на концерті в Тампі, штат Флорида, гурт виконав цю пісню в ході свого туру I'm with You.

## Список композицій
CD-сингл (1992) обмежена версія для туру в Австралії
1. «Suck My Kiss» (Альбомна версія)
2. «Search And Destroy» (Неальбомний трек)
3. «Fela's Cock» (Неальбомний трек)

Промо CD-сингл (1992)
1. «Suck My Kiss» (Радіо-версія)
2. «Suck My Kiss» (Альбомна версія)

7" сингл (1992)
1. «Suck My Kiss» (Радіо-версія)
2. «Suck My Kiss» (Альбомна версія)

## Позиції в чартах
| Чарт (1992)                      | Найвища позиція |
| -------------------------------- | --------------- |
| Billboard Hot Modern Rock Tracks | 15              |
| ARIA Charts                      | 8               |
| RIANZ                            | 3               |